# Castelo de Velha Clunie
O Castelo de Velha Clunie é um castelo do século XIII em ruínas perto de Clunie, em Perth e Kinross, na Escócia.

## História
Foi construído sobre uma colina na costa oeste do Loch Clunie, guardando um trilho entre o vale Upper Tay e Strathmore. O castelo substituiu um pavilhão de caça usado por Kenneth MacAlpin, rei dos pictos, como base de caça na floresta real próxima de Clunie. O rei Eduardo I da Inglaterra passou quatro noites em 1296 no castelo durante a sua invasão da Escócia, antes de viajar para o Castelo de Inverquiech.